# Paul Stanley
Paul Stanley (Manhattan, New York, 1952. január 20. –) amerikai rockgitáros és énekes. Az államok egyik legnagyobb rocksztárja, aki a KISS énekes-gitárosaként a hetvenes évek eleje óta a csúcson van, jellegzetesen magas hangja még manapság is egyedülálló, és a zenekar egyik jellegzetessége. Legfontosabb öröksége között van az, hogy érzésre és szinte a törzsi összetartozásra építő rock zenei rajongás, mára nagyon komoly érdekeket mozgató üzletté alakult. A KISS-hez a kommersz zenei világot adta mindig is. Könnyen érthető, könnyed, egyszerű, nagyjából ez jellemzi stílusát. A KISS mellett eddig két szóló albumot adott ki. 1978-ban, amikor a KISS minden tagja, alaposan megtervezve szólóban dolgozott és 2006-ban, amikor kiadta a Live To Win című lemezét.

## Élete
Stanley Bert Eisen néven született 1952. január 20-án Manhattan felső részén, a 211. utca és a Broadway közelében, Inwood szomszédságában. Családja 1960-ban költözött a Queens-i Kew Gardens szomszédságába. Szülei zsidó származásúak, két évvel a nővére, Julia után született. Anyja családja a náci Németországból menekült Amszterdamba, majd New York Citybe. Apja szülei Lengyelországból származtak. Stanley-t zsidónak nevelték, bár nem tartotta és nem ünnepelte a bar-micvót. Stanleyt Beethoven munkái nagymértékben meghatározták. Jobb fülén, születési rendellenesség miatt nem volt képes hallani, így nehezen tudta meghatározni a hang irányát, és zajos környezetben sem tudta megérteni a beszédet.
Hallásproblémája ellenére Stanley élvezte a zenét, és a tévében nézte az American Bandstandet. Kedvenc zenei művészei között szerepelt Eddie Cochran, Dion and the Belmonts, Jerry Lee Lewis és Little Richard. Stanley hétéves korában kapta élete első gitárját, de az első igazi gitárt 13 éves korában kapta meg, akusztikus volt, bár ő inkább elektromosra vágyott. Bob Dylan, a Byrds, a Lovin 'Spoonful és más dallamait játszotta. Nagyon sok doo-wop zenét hallgatott, de amikor a Beatles és a Rolling Stones az Egyesült Államok televíziójában játszott, nagyon inspirálva hatott rá.
Gyerekkorában Stanley-t elismerték a grafika iránti tehetsége miatt, 1970-ben diplomázott a New York-i Zeneművészeti Főiskolán. Grafikus készsége ellenére a zenét választotta.

## Szóló
- Paul Stanley (1978)
- Live to Win (2006)
- One Live Kiss (2008) – DVD

## Könyv
- Tükörkép. Reflektorfénybe zárva; ford., jegyz. Draveczki-Ury Ádám; Cser, Bp., 2022